# سامانه اتوبوس تندرو

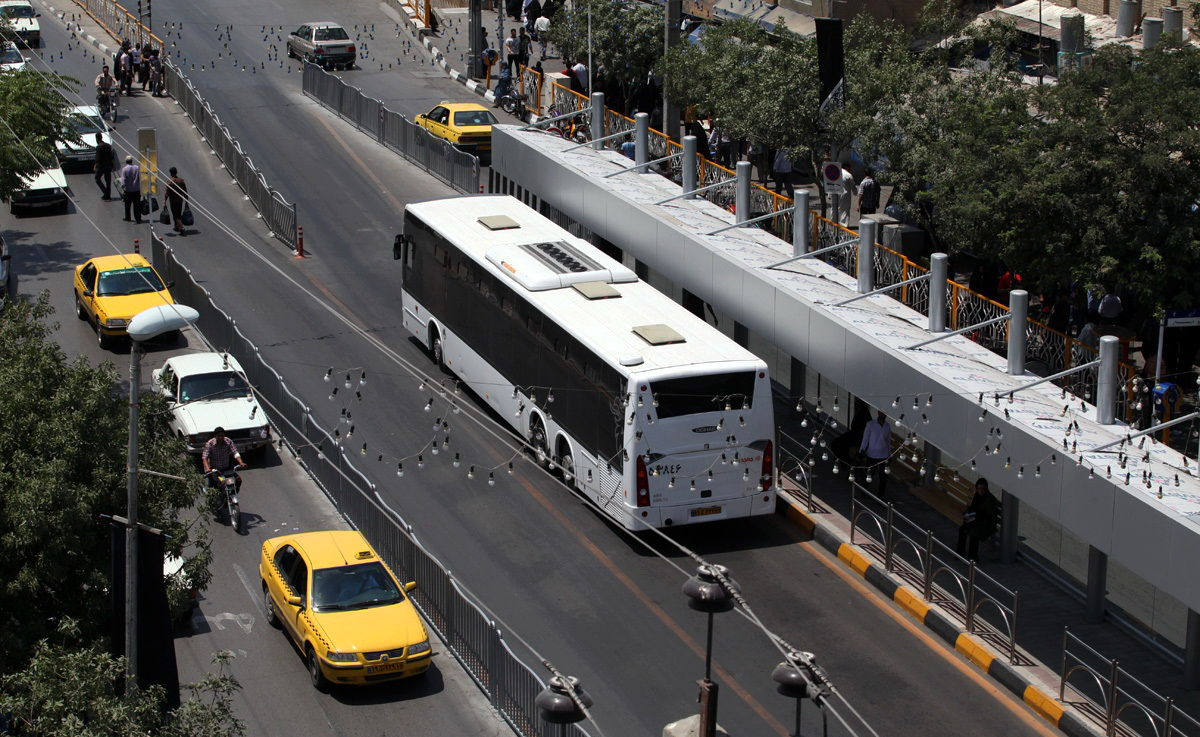
سامانه اتوبوس تندرو مشهد

سامانه اتوبوس تندرو (Bus rapid transit به خلاصه BRT) نامش را از سامانه ترابری تندرو گرفته است، که در آن برای ترابری تند وسایل نقلیه عمومی از روش‌ها مختلفی همچون ایجاد روگذر و زیرگذر و خطوط ویژه استفاده می‌گردد. مدت بسیاری است که در جهان برای افزایش سرعت اتوبوس‌های درون‌شهری از روش‌های مختلفی مانند ایجاد مسیرهای ویژه اتوبوس‌رانی یا دادن اولویت به اتوبوس‌ها در گذر از تقاطع‌ها استفاده می‌شود.
اما سامانه اتوبوس تندرو تلفیقی از همه کارها بالا است. علاوه‌بر آن در این سامانه از امکانات رفاهی دیگری مانند استفاده از کارت اعتباری در پرداخت کرایه به جای ارائه بلیط یا ساخت ایستگاه‌های سرپوشیده ویژه این سامانه و ساخت اتوبوس‌های هماهنگ با این ایستگاه‌ها نیز استفاده گردیده است.

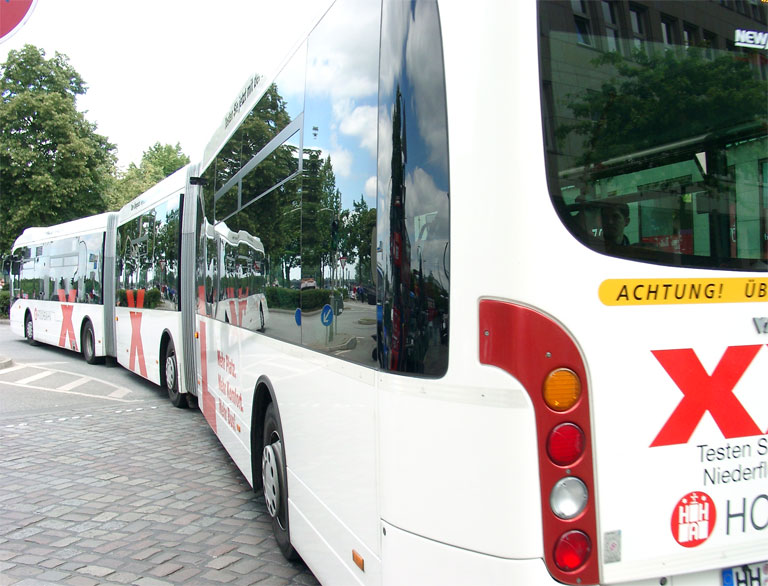
یک اتوبوس سه کابینه در آلمان

در کشورها مختلف اتوبوس‌ها گوناگونی برای استفاده در این سامانه در نظر گرفته می‌شوند. دو گونه عمده این اتوبوس‌ها یکی اتوبوس چند کابینه است (دو یا سه کابینه) که گونه دو کابینه آن در تهران و تبریز و اصفهان استفاده می‌شود و یکی دیگر اتوبوس‌هایی است که به وسیله چرخی مخصوص روی مسیری ویژه راه می‌روند. گونه دوم تنها در کشورهای انگلیس، آلمان و ژاپن استفاده شده است.
این سامانه هم انعطاف‌پذیری سامانه ترابری اتوبوسی و هم سرعت و اطمینان مترو را دارا است. به این ترتیب که با وجود ایجاد راه‌های مختلف برای تسریع حرکت اتوبوس‌های این سامانه مانند تونل، زیرگذر، روگذر و مسیر ویژه یا چراغ‌های راهنمایی هوشمند این اتوبوس‌ها با خطر تصادف بسیار کم روبرو هستند؛ و همچنین به علت آنکه می‌توانند از راه‌های عادی نیز استفاده کنند به انعطاف‌پذیری آن‌ها می‌افزاید. میانگین سرعت این سامانه در سطح جهان میان ۱۹ تا ۴۸ کیلومتر در ساعت می‌باشد.

## خصوصیات اصلی

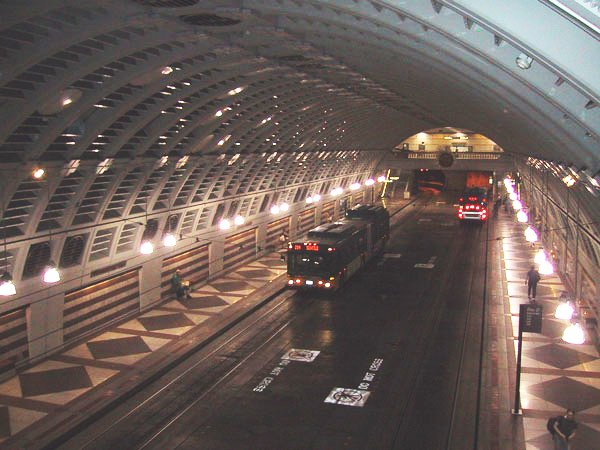
یک تونل ویژه اتوبوس در واشینگتن، آمریکا

یک سامانه اتوبوس تندرو ایده‌آل شامل ویژگی‌های زیر می‌شود:
- مسیر ویژه:یکی از اصلی‌ترین ویژگی‌های یک سامانه اتوبوس تندرو اختصاص یک خط ویژه به آن است؛ که فارغ از ترافیک شهری بتواند فعالیت کند. این کار باعث می‌شود هم سرعت اتوبوس‌ها افزایش یابد و هم خطر تصادف با وجود آنکه سرعت افزایش یافته است، کاهش بیابد؛ و مزیت دیگر این کار این است که حتی رانندگان غیرحرفه‌ای نیز می‌توانند در این مسیر حرکت کنند و لازم نیست : در این صورت علاوه بر مسیر ویژه که برای این اتوبوس‌ها در نظر گرفته می‌شود. آنها می‌توانند در صورت نیاز از تمام خیابان‌های سطح شهر نیز استفاده کنند.
- کارایی بالا: در صورتی که این سامانه سطح بسیاری از شهر را پوشش بدهد می‌تواند حجم بسیاری از مسافرین را در کمترین زمان ممکن و حتی در زمان ترافیک سنگین و با هزینه کم جابجا کند. در صورتی که یکی از موارد بالا در این سامانه رعایت نشود، سامانه اتوبوس تندرو نمی‌تواند کارایی لازم را داشته باشد.
- سامانه اولویت دادن به اتوبوس: سامانه اولویت دادن به اتوبوس‌ها در تقاطع‌ها به این شکل می‌باشد که اگر حرکتی که موجب شود اتوبوس حتی با سبز شدن چراغ راهنمایی با تأخیر حرکت کند، حرکت وسیله نقلیه‌ای که می‌خواهد به شمال یا جنوب حرکت کند با تأخیر انجام می‌شود تا اتوبوس به راحتی حرکت کند و وسایل نقلیه دیگر مانع حرکتش نشوند. برای این منظور حسگرهایی در اتوبوس و چراغ راهنمایی گذارده می‌شود تا چراغ راهنمایی از نزدیک شدن یک اتوبوس مطلع شود.

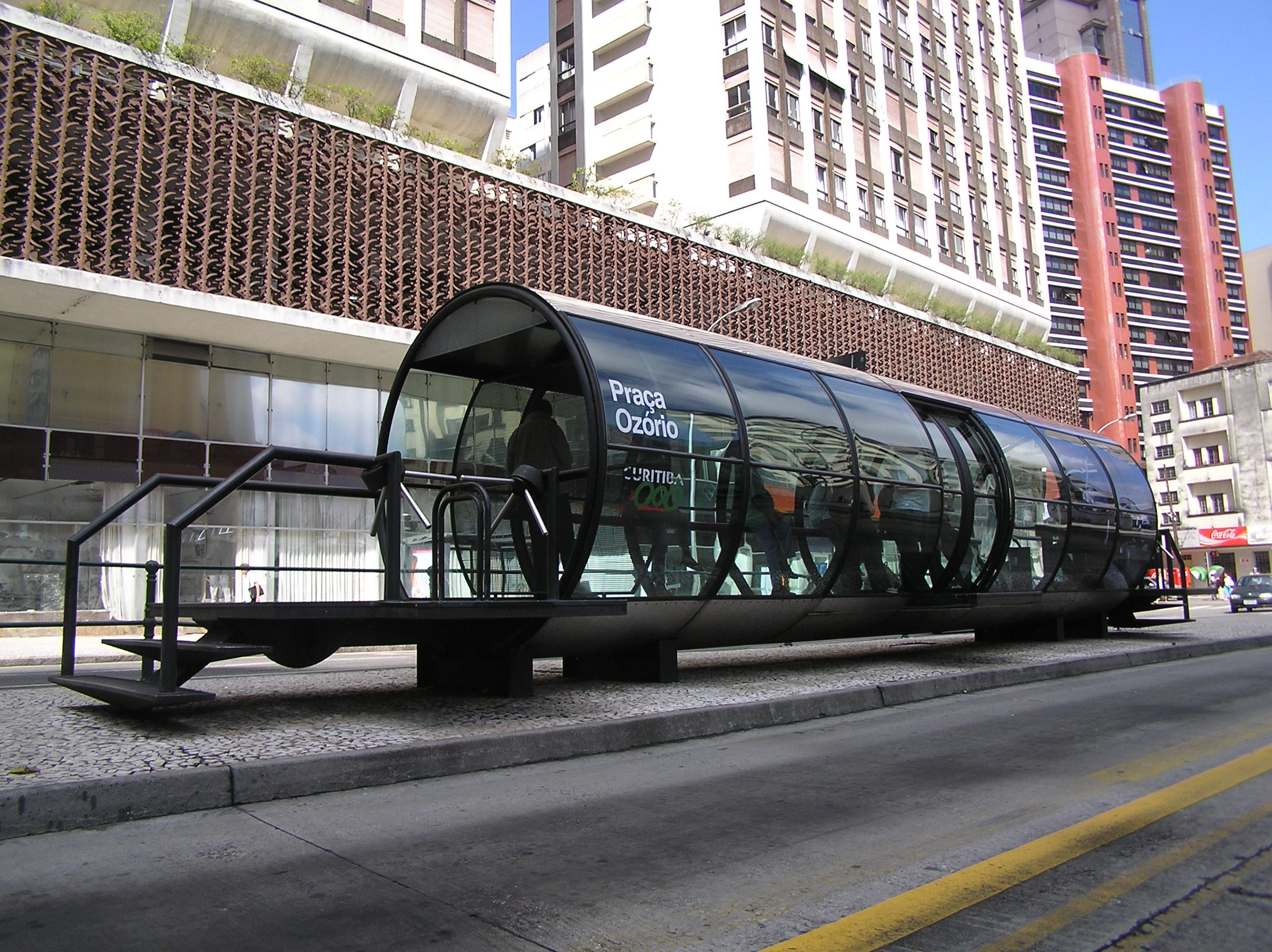
یک ایستگاه سامانه تندرو در برزیل

- وسایل نقلیه تراموا مانند: از جمله پیشرفت‌هایی که در سامانه تندرو به وجود آمده استفاده از اتوبوس‌ها چند کابین و اتوبوس‌هایی که در راه ویژه، می‌رانند، است. از جمله مزیت‌ها استفاده از چنین اتوبوس‌ها عبارتند از:
  - بهبود کیفیت مسافرت(به وسیله اتوبوس‌هایی که در راه ویژه، می‌رانند).
  - افزایش حجم مسافربری (به وسیله اتوبوس‌ها چند کابین).
  - کاهش هزینه (به وسیله اتوبوس‌های برقی)
- ایستگاه‌ها:در سامانه‌ها اتوبوس تندرو با کیفیت هزینه بسیاری بر روی ساخت ایستگاه‌ها می‌کنند. مثلاً ایستگاه‌هایی با بدنهٔ شیشه‌ای و با اتاقک‌هایی ویژه فروش بلیط یا اطلاعات و همراه با دیگر استانداردهای چنین ایستگاه‌هایی. این گونه ایستگاه‌ها بیشتر در کشورهای آمریکای جنوبی دیده می‌شود.

## سامانه اتوبوس تندرو در ایران

#### سامانه اتوبوس تندرو در تهران
سامانه اتوبوس تندرو تهران، نخستین سامانه اتوبوس تندرو در ایران است. نخستین خط این سامانه که فاصله میان چهارراه تهران‌پارس در شرق تهران تا میدان آزادی در غرب تهران می‌پیماید، در ۲۲ اردیبهشت ۱۳۸۶ راه‌اندازی گردید و سپس به تدریج کامل شد و دیگر خطوط نیز به همین منوال راه اندازی شدند.

##### معضلات
آنچه بعنوان یکی از معضلات در سامانه اتوبوس تندرو در ایران دیده شده، ندرتاً، تردد انواع خودروهای شخصی (با چراغ ال ای دی) در خطوط ویژه است. این خودروها به راحتی در خطوط ویژه تردد می‌کنند. به گونه‌ای که از گونه رانندگی افراد پشت فرمان احتمال داده می‌شود که آنها برای فرار از ترافیک است که از خطوط ویژه تردد می‌کنند. اما بنا به قوانین ایران، تنها خودروهای مشخص شدهٔ امدادرسانی اورژانس یعنی آمبولانس‌ها، خودروی آتش‌نشانی و خودروهای نیروی انتظامی آن هم در تحت شرایط خاص و اضطراری، می‌توانند از این‌گونه خطوط استفاده کنند تا به یاری آسیب‌دیدگان ناشی از سوانح و حوادث یا دیگر کسانی بشتابند که نیاز به کمک یا رسیدگی فوری دارند. بنابر قانون این خودروها باید در «مرتفع‌ترین» نقطهٔ خود، که قسمت سقف است، چراغ گردانِ همراه با آژیر نصب شده داشته باشند، در غیر اینصورت خودرو در گروه خودروهای عادی ارزیابی شده و مطابق قانون با آنان برخورد خواهد شد.

#### سامانه اتوبوس تندرو در تبریز
سامانه اتوبوس تندرو تبریز پس از تهران دومین سامانهٔ اتوبوس از این دست در ایران است. مسیر این سامانه که در ابتدا حدفاصل میدان راه‌آهن در غرب تبریز تا چهارراه آبرسان در شرق تبریز بود در شهریور ۱۳۸۷ راه‌اندازی گردید و سپس تا نمایشگاه بین‌المللی تبریز (میدان بسیج) گسترش یافت.

### سامانه اتوبوس تندرو در مشهد
سامانه اتوبوس تندرو مشهد سومین سامانه از این نوع اتوبوس ها در ایران است. این سامانه سه خط در سطح شهر مشهد دارد.خطوط تندرو مشهد که خط ۱ و ۲ بی آرتی مربوط به شرکت خصوصی واحد سیر و خط ۳ بی آر تی هم مربوط به شرکت خصوصی به اوران سیر رضوان هستند در حال فعالیت زیر نظر سازمان اتوبوس رانی مشهد هستند

#### سامانه اتوبوس تندرو در اصفهان
سامانه اتوبوس تندرو اصفهان پس از تهران و تبریز و مشهد چهارمین سامانه اتوبوس تندرو در ایران است . راه اندازی این سامانه از سال 90 کلید خورد و افتتاحیه اول در سال 93 اتفاق افتاد . خط 1 این سامانه در اصفهان از پایانه باقوشخانه تا پل یزد آباد امتداد دارد .سامانه اتوبوس تندرو در شهر اصفهان محور غرب ، شرق و جنوب شهر را به خوبی متصل میکند . هم اکنون شهر اصفهان دارای 4 خط فعال از این سامانه به طول 66 کیلومتر و 75 ایستگاه می باشد.

#### سامانه اتوبوس تندرو در کرج
سامانه اتوبوس تندرو کرج پنجمین سامانهٔ اتوبوس از این دست در ایران و اولین سامانه مجهز به اتوبوس برقی در ایران است. مسیر این سامانه حدفاصل پایانه دانشگاه خوارزمی (میدان حصارک) در غرب کرج تا میدان کرج در شرق کرج است که در تیر ۱۴۰۳ راه‌اندازی گردید.

## جستارها وابسته
- سامانه اتوبوس تندرو کرج
- سامانه اتوبوس تندرو مشهد
- سامانه اتوبوس تندرو اصفهان
- سامانه اتوبوس تندرو تهران
- سامانه اتوبوس تندرو تبریز